# Hahn Árpád
Hahn Árpád (Paks, 1965. március 12. –) válogatott labdarúgó, hátvéd.

## Pályafutása

### Klubcsapatban
A Szekszárdi Dózsa nevelése. Az 1982-1983-as szezonban a Pécsi MSC ifi csapatában szerepelt, majd visszatért Szekszárdra. 1985 nyarán boka műtéten esett át. 1985 őszén a Nagykanizsai Volán-Dózsa játékosa volt. 1986 februárjában térdműtétje volt.
1988 nyarán az MTK-VM csapatában igazolt. 1988. szeptember 10-én mutatkozott be az élvonalban a Tatabányai Bányász ellen, ahol 3–3-as döntetlen született. 1988 és 1991 között 62 bajnoki mérkőzésen szerepelt kék-fehér színekben és három gólt ért el. Egy-egy bajnoki ezüst- és bronzérmet szerzett a csapattal.
1991 és 1994 között a Vác FC-Samsung labdarúgója volt. Három idényen keresztül 87 mérkőzésen szerepelt és hat gólt szerzett. Két bajnoki ezüstérem után 1994-ben bajnok lett a csapattal.
1994 és 1998 között Kispest-Honvéd csapatában szerepelt. 92 bajnoki mérkőzésen öt gólt szerzett és tagja volt az 1996-os magyar kupa-győztes csapatnak. Utolsó élvonalbeli mérkőzésen az Újpesti TE ellen 2–2-es döntetlen született.
Labdarúgó pályafutása után golfversenyző, majd golfoktató lett.

### A válogatottban
1994 és 1996 között öt alkalommal szerepelt a válogatottban.

## Sikerei, díjai
- Magyar bajnokság
  - bajnok: 1993–94
  - 2.: 1989–90, 1991–92, 1992–93
  - 3.: 1988–89
- Magyar kupa (MNK)
  - győztes: 1996
  - döntős: 1994

## Statisztika

### Mérkőzései a válogatottban
| Magyarország | Magyarország        | Magyarország             | Magyarország | Magyarország | Magyarország            | Magyarország | Magyarország | Magyarország |
| #            | Dátum               | Helyszín                 | Hazai        | Eredmény     | Vendég                  | Kiírás       | Gólok        | Esemény      |
| ------------ | ------------------- | ------------------------ | ------------ | ------------ | ----------------------- | ------------ | ------------ | ------------ |
| 1.           | 1994. május 18.     | Győr, Rába ETO Stadion   | Magyarország | 2 – 2        | Horvátország            | barátságos   | -            | 53'          |
| 2.           | 1994. június 8.     | Brüsszel, Heysel Stadion | Belgium      | 3 – 1        | Magyarország            | barátságos   | -            | 46'          |
| 3.           | 1996. május 18.     | London, Wembley Stadion  | Anglia       | 3 – 0        | Magyarország            | barátságos   | -            |              |
| 4.           | 1996. június 1.     | Budapest, Népstadion     | Magyarország | 0 – 2        | Olaszország             | barátságos   | -            | 80'          |
| 5.           | 1996. augusztus 14. | Siófok                   | Magyarország | 3 – 1        | Egyesült Arab Emírségek | barátságos   | -            | 79'          |
|              | Összesen            |                          |              | 5            | mérkőzés                |              | 0            | gól          |